# Johann Sollgruber
Johann Sollgruber (* 15. Februar 1964 in Bruck an der Mur) ist ein österreichischer Jurist. 

## Berufliche Laufbahn
1992–1993 war er stellvertretender Leiter der österreichischen Außenhandelsstelle bei der Europäischen Union in Brüssel. 1996 trat er in die Europäische Kommission ein und beschäftigte sich mit Fragen der Regionalpolitik.
1998 wurde er von der für Steuern und Zoll zuständigen Generaldirektion für Fragen des EU-Steuerwettbewerbs, des Bankgeheimnisses und der EU-Erweiterungsverhandlungen engagiert. Sollgruber war EU-Delegierter bei der OECD in Paris in Fragen der Doppelbesteuerung und des Steuerwettbewerbs. 2003 bis 2010 war Sollgruber in der Regionalpolitik für Fragen der Beziehungen zur Europäischen Investitionsbank, Public Private Partnerships und EU-Staatsbeihilfen zuständig gewesen.
Von 2010 bis 2012 war er Koordinator der EU-Strategie für den Donauraum und Berater des Central Europe 2013 transnationalen Kooperationsprogrammes. Er ist Mitglied des Vorstandes des Instituts für den Donauraum und Mitteleuropa.
Von 2014 bis 2015 war er Leiter der Vertretung der Europäischen Kommission in Österreich ad interim. Seit 2016 ist er als Berater für Handelsfragen tätig. Sollgruber ist Lektor für Europarecht an der Universität Wien und Autor mehrerer Fachbücher zur EU.

## Werke
- Grundzüge des europäischen Beihilferechts 2007–2013. Linde Verlag, Wien 2007, ISBN 978-3-7073-1067-2. Inhalt
- mit Karl Obernosterer, Markus Seidl: Investitionsanreize in Europa: EU-Steuerharmonisierung und österreichische Regionalförderungsprogramme. Linde, Wien 2001, ISBN 3-7073-0088-9.
- Öffentliches Auftragswesen in der EU. Wirtschaftskammer Österreich, Wien 1994, DNB 947276815
- mit Robert Andrecs: Mehrwertsteuer in der EU. Wirtschaftskammer Österreich, Wien 1994.